# Hausson
Hausson es el nombre artístico del ilusionista catalán Jesús Julve i Salvadó (Barcelona, 1955).

## Trayectoria artística
Se inició en el arte de la prestidigitación a los nueve años. Se fue interesando progresivamente por la magia de manipulación y la escénica de medio formato.
Conoció al poeta Joan Brossa y su amistad con él provocó un giro radical en sus espectáculos. Brossa escribió para él la Gran Sessió de Màgia en dues parts (Gran Sesión de Magia en dos partes), estrenada en el Teatro Romea de Barcelona en 1991. A partir de entonces, el ilusionismo de Hausson derivó hacia la poesía escénica y la performance, a menudo con la colaboración de prestigiosos directores. 
Ha aparecido frecuentemente en televisión y también en la gran pantalla, y durante dieciocho años ha actuado semananalmente en un restaurante de Barcelona. En 1996 Brossa escribió para él el espectáculo Poemància, que ha presentado en todas partes y ante los públicos más diversos. En efecto, Hausson ha exhibido su arte mágico-poético en buena parte de Europa y América. 
Entre los galardones que ha recibido hay que destacar 
"Premio FAD Sebastià Gasch" de music-hall. 
1.er. Premio Nacional de Manipulación 
1.er Premio Internacional de Monte Carlo 
Medalla de Oro al Mérito Màgico 
Premio Nacional de Cultura

## Espectáculos
- Gran sessió de màgia en dues parts (1991) de Joan Brossa
- Poemància (1996) de Joan Brossa
- 21 mirades: as de cors (1998) de Xavier Olivé y Hausson
- El combat de les sorpreses o El misteri de l'estoig xinès (2000) de Hermann Bonnín
- Musica per a una il·lusió univers Chomón (2003) de Jordi Sabatés y Hausson
- Tempesta a les mans (2004) de Jordi Coca
- Piso de charol (2009) de Hausson
- Carnaval de màgia (2013)
- Magic Tribute (2015)
- Jugando con la Magia (2017)
- Top Magic (2019)